# 24607 Севнату
24607 Севнату (24607 Sevnatu) — астероїд головного поясу, відкритий 14 серпня 1977 року.
Тіссеранів параметр щодо Юпітера — 3,529.